# Kim Tillie
Kim Tillie (ur. 15 lipca 1988 w Cagnes-sur-Mer) – francuski koszykarz, grający na pozycjach silnego skrzydłowego lub środkowego, olimpijczyk. Od sezonu 2019/2020 występuje w drużynie AS Monaco.
Jest synem byłego siatkarza Laurenta Tillie, który obecnie jest trenerem siatkarskim. Od 2012 roku prowadzi męską reprezentację Francji. Również jego brat Kévin jest siatkarzem. Natomiast Killian jest koszykarzem tak samo jak Kim.

## Sukcesy klubowe
Drużynowe
Mistrzostwo Grecji:
- 2018

Indywidualne
- Uczestnik meczu gwiazd francuskiej ligi LNB Pro A (2011)

## Sukcesy reprezentacyjne
Mistrzostwa Europy U-18:
- 2006

Mistrzostwa Świata U-19:
- 2007

Mistrzostwa Świata:
- 2014